# Rocca Orsini
Die Rocca Orsini ist eine Höhenburg in der italienischen Gemeinde Scurcola Marsicana in der Provinz L’Aquila.

## Geschichte

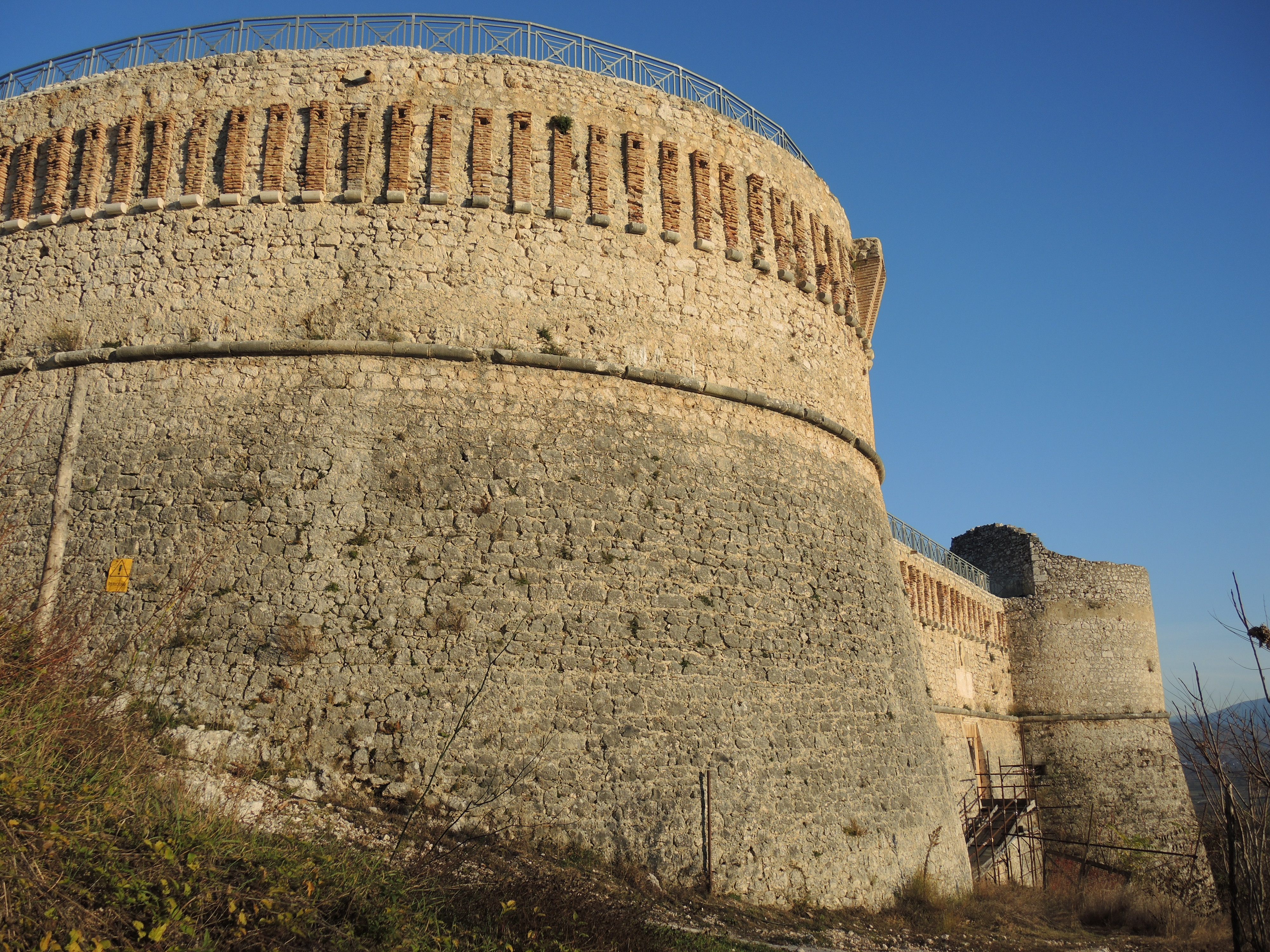
Fassade

Die Rocca Orsini liegt an der höchsten Stelle der Siedlung Scurcola Marsicana über den Piani Palentini mit dem Valle del Salto im Norden und dem Valle dell’Imele im Süden. Nach der Untersuchung des Denkmals war es möglich, eine Reihe von Gebäuden in den Stilen verschiedener geschichtlicher Epochen wiederherzustellen.
Der älteste Teil stammt aus normannisch-suebischer Zeit im 13. Jahrhundert in Form einer eingefriedeten Burg, ähnlich vielen anderen Festungen im Gebiet  von L’Aquila, wie z. B. dem Castello di San Pio delle Camere, das die Lehensnehmer der Familie De Pontibus bauen ließen. Die Anlage der eingefriedeten Burg basiert auf einem fünfeckigen Turm in der höchsten Ecke und einer Einfriedung in Dreiecksform, die sich gegen das Tal erstreckt. Historische Quellen bestätigen die sichere Existenz der Burg (Castrum Sculcule) in der Zeit der Schlacht bei Tagliacozzo 1268 zwischen Konradin und Karl I. von Neapel.
Der Umbau der eingefriedeten Burg in eine Festung der Renaissance kann auf das Ende des 15. Jahrhunderts datiert werden und wurde im Auftrag der Familie Orsini durchgeführt. Insbesondere beauftragte Gentile Virginio Orsini, Graf von Tagliacozzo und Herr von Bracciano, im Jahre 1490 Francesco di Giorgio Martini, der noch mit der Realisierung der Burg von Campagnano di Roma mit der Projektierung der neuen Anlage.
Die Übertragung der Burg an die Colonnas im 16. Jahrhundert führte nicht zu wesentlichen Umbauten der Anlage.

## Beschreibung

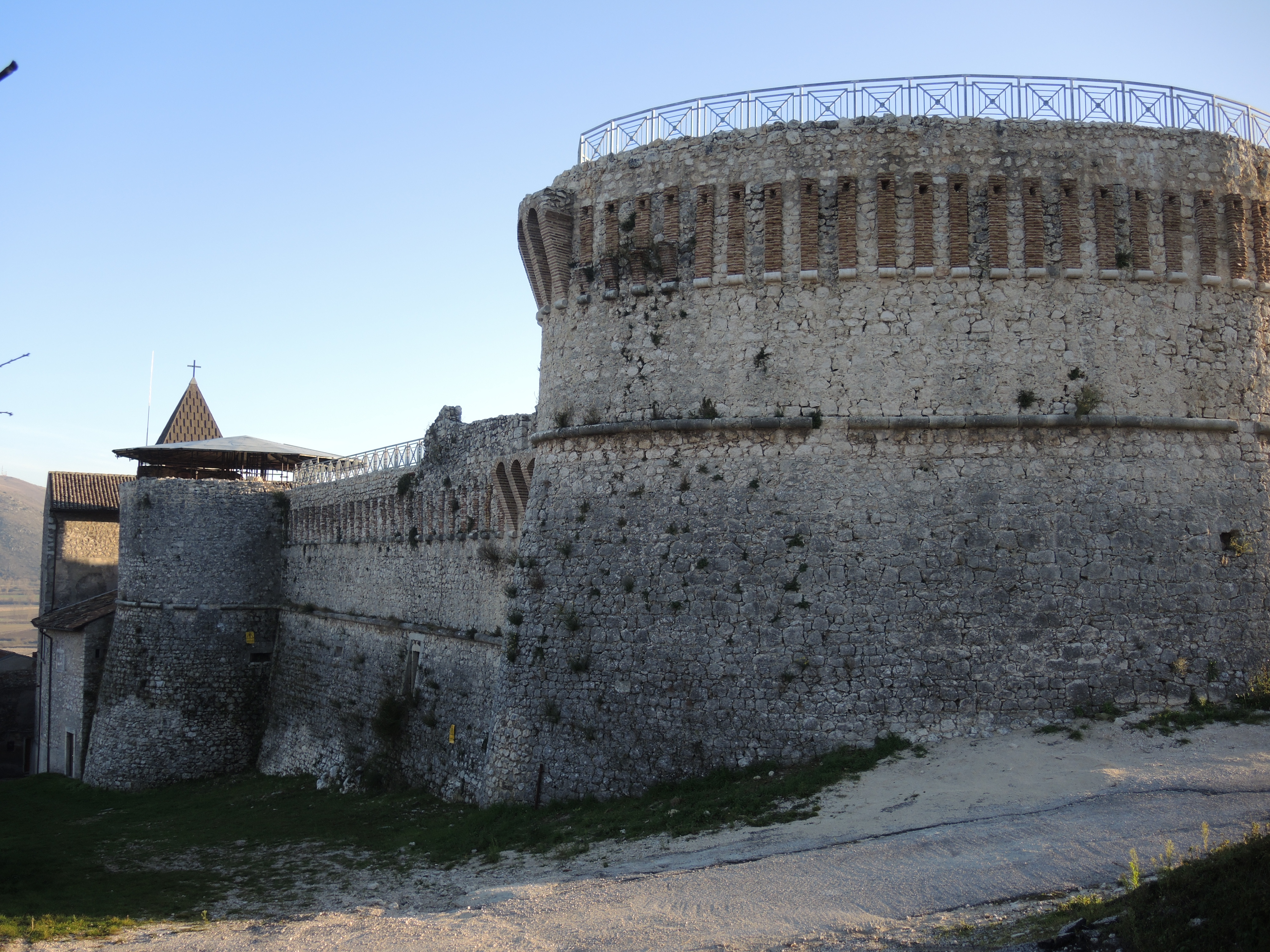
Rückseite

Die heutige Anlage des Castello Orsini hat einen dreieckigen Grundriss mit zwei großen, zylindrischen Türmen an den Ecken der Basislinie und einer Bastion in halbverwitterter Form auf der nordwestlichen Strebe, die die fünfeckige Strebe der früheren, eingefriedeten Burg ersetzte.
Nach Auffassung von Francesco di Giorgio Martini zielte die Wahl eines dreieckigen Grundrisses auf die Minimierung der Anzahl der Seiten an, die Belagerern ausgesetzt waren. Das Verteidigungskonzept wurde zusätzlich an die Verbreitung der Feuerwaffen angepasst, indem man Kasematten an der Basislinie für die Verteidigung anlegte und die Dicke der Mauern so anpasste, dass sie den Bombardements widerstehen konnten. Darüber hinaus war der Umgang auf den Mauern über den gesamten Umfang ununterbrochen, um schnelle Bewegungen zu ermöglichen.
Die schon seit langer Zeit aufgegebenen Gebäude wurden kürzlich Sanierungsarbeiten unterzogen, die von einem Komitee für das Castello Orsini initiiert worden waren.